# Kepler-330b
Kepler-330b es un planeta extrasolar que forma parte de un sistema planetario formado por al menos dos planetas. Orbita la estrella denominada Kepler-330. Fue descubierto en el año 2014 por la sonda Kepler por medio de tránsito astronómico.